# フランツ・ヨーゼフ・ユング

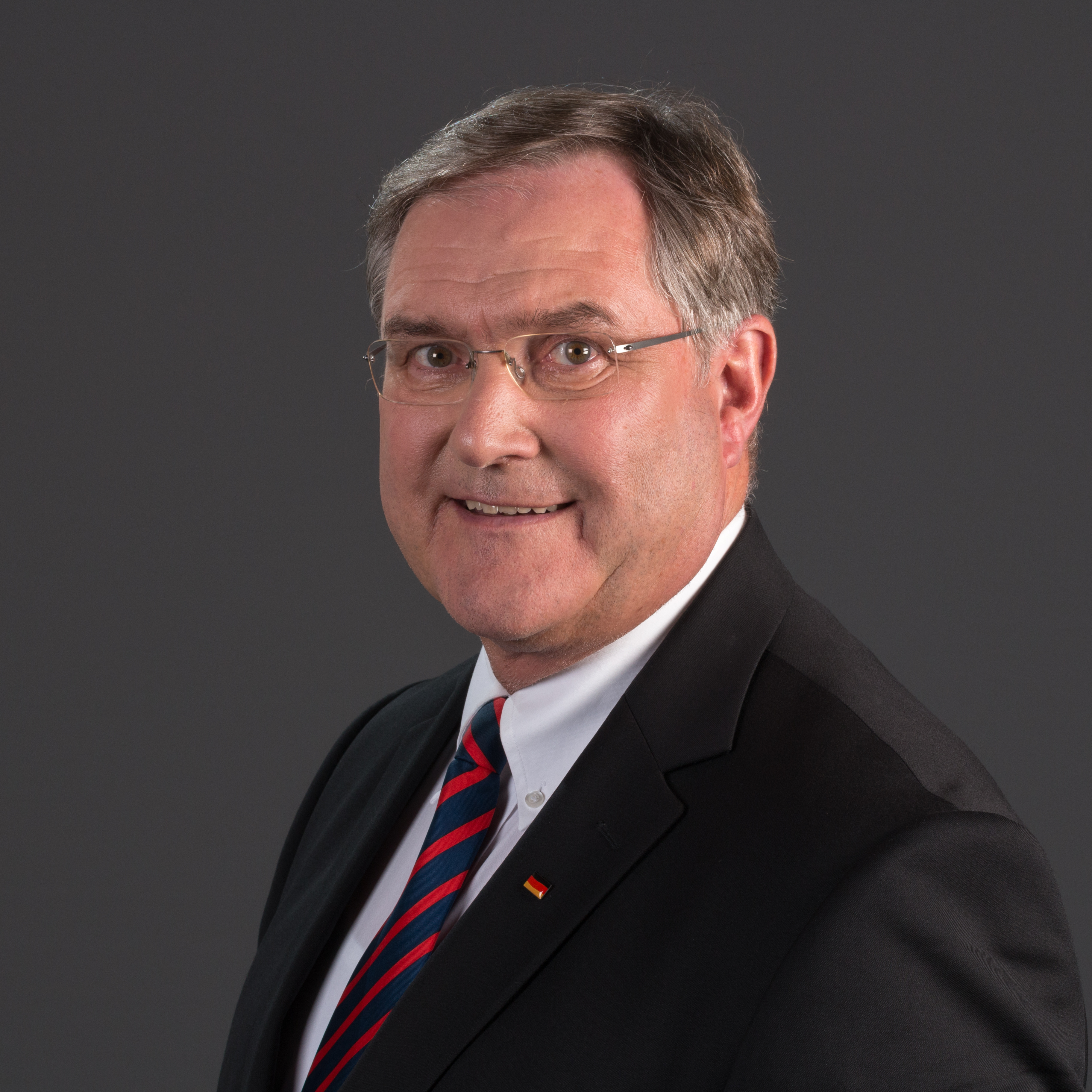
フランツ・ヨーゼフ・ユング

フランツ・ヨーゼフ・ユング（Franz Josef Jung,  1949年3月5日 - ）は、ドイツの政治家。所属はドイツキリスト教民主同盟（CDU）。2005年からアンゲラ・メルケル内閣で国防相を務めた。2009年に労働・社会相に転じたが、直後に国防相時代の不祥事の責任を取り辞任した。

## 経歴
ヘッセン州エルトヴィレ・アム・ライン出身。実家はワイン醸造所。醸造所は兄のルートヴィッヒが継いだ。1968年にアビトゥーア合格。兵役ののち1970年にマインツ大学に入学し、法学を学ぶ。在学中にドイツキリスト教民主同盟（CDU）の下部組織「ユンゲ・ウニオン」（JU）に加入。1972年に23歳でラインガウ・タウヌス郡（Kreis）の郡議会議員に初当選。翌年から1983年まで、JUの連邦代表委員。1974年に司法修習生、1976年に国家司法試験に合格。1978年、「ライン・マイン・タウヌス郡を例とした、ヘッセンにおける地域開発計画」と題した論文で法学博士号取得。エルトヴィレで公証人と弁護士業を営む。1981年から83年まで、JU連邦副代表。家族は夫人と三児。
1983年、ヘッセン州州議会議員に初当選。1987年からCDUの州議会議員団事務局長（1999年まで）。同年、ヘッセン州のCDU事務局長（1998年まで）。1998年、ヘッセン州党副代表。同年から党連邦代表委員。1999年4月にヘッセン州首相にローラント・コッホが就任すると、コッホは信頼するユングを州の連邦・ヨーロッパ案件担当大臣に任命。しかし2000年にCDUの不正献金疑惑が浮上すると、1980年代にヘッセン州の事務局長として党財政や選挙戦を指導し、不明朗な資金で州の党本部を新築したユングの責任が問われ、コッホをかばう格好で9月7日に辞任に追い込まれる。2003年、CDU州議会院内総務。

### 国防相

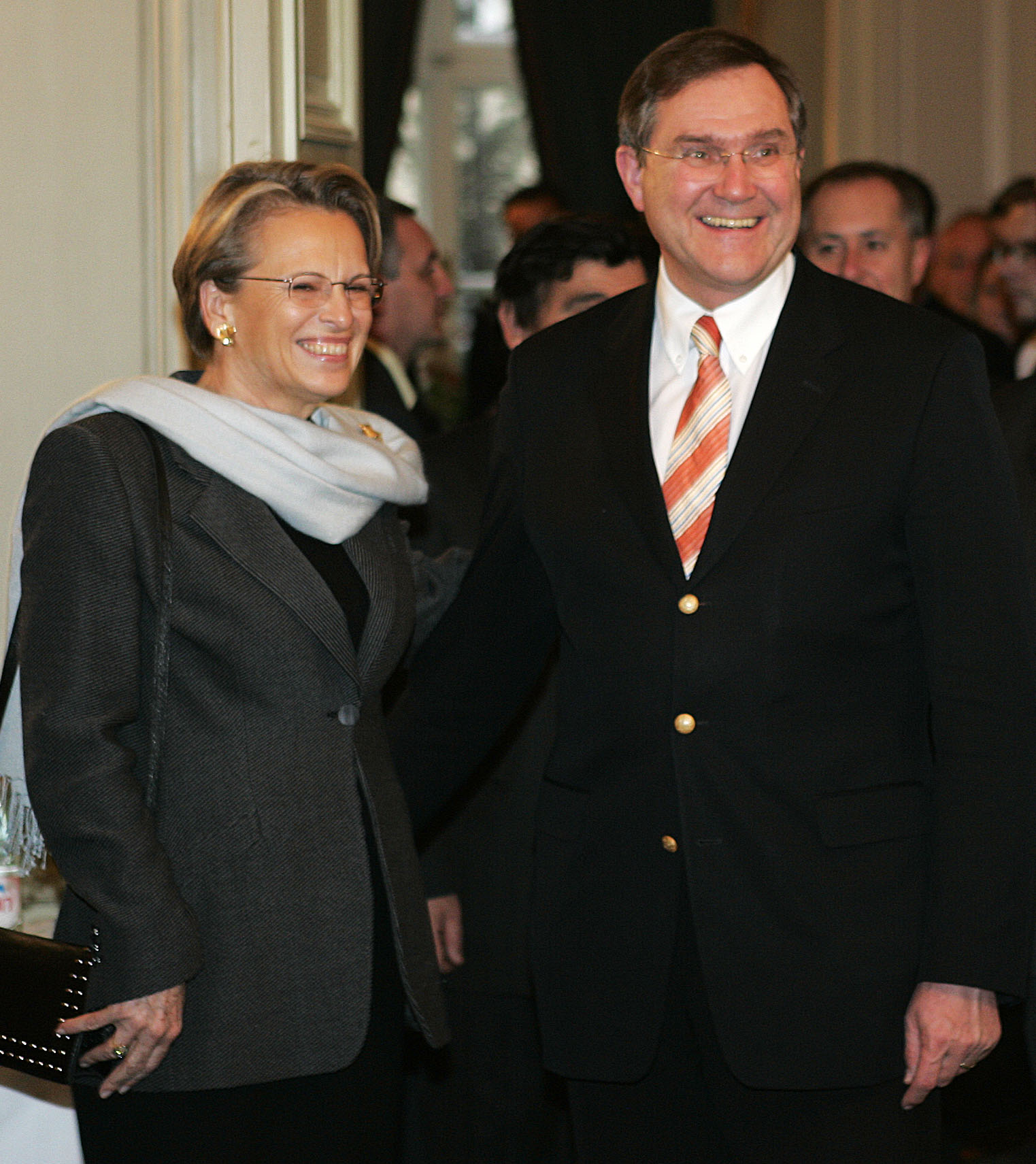
フランスのミシェル・アリヨ＝マリー国防大臣と（2006年2月4日）

2005年のドイツ連邦議会選挙に出馬し当選。この選挙でアンゲラ・メルケルを首班とするCDUとドイツ社会民主党（SPD）の大連立政権が成立すると、国防相ポストを得たCDUは、党の実力者コッホの腹心であるユングを指名した。11月22日、ユングは国防大臣に就任。国防相としてのユングの事績を以下に記す。
- 海外派遣任務で死亡したドイツ連邦軍兵士や文民の顕彰碑建設を提案。2007年6月13日に発表された計画では、顕彰碑はベルリンの国防省内に建設され、8ｘ40メートルのホールになる予定。
- 2006年の2006 FIFAワールドカップ・ドイツ大会の際、フーリガンやテロ対策のため競技場に私服を着た兵士の配置を提案。しかし連邦軍兵士は勤務中は制服を着ることが法的に定められており、この計画は見送られた。
- 2006年7月、ハイジャックされた旅客機の空軍による撃墜を連邦憲法裁判所が禁止する判決を出したにもかかわらず、「非常事態の際には超法規的措置を取ることもある」と発言し、連立与党SPDからも批判を浴びた。連邦軍パイロット組合はユングの姿勢を批判し、兵士にはそのような命令が出ても遂行しないことを勧めている。
- 連邦軍兵士に同性愛者が集まる店に近づかないよう内規を発令。彼は国防相就任以前にも、ドイツ国籍を持つ同性愛者の外国人パートナーに対しその関係を理由とした滞在許可を与えることに反対する演説をしている。
- 犠牲者が続出するNATOの要請に応じ、国際治安支援部隊に参加するドイツ軍の活動を、偵察機に限ってアフガニスタン北部限定から全域に拡大した。
- 2007年、15年ぶりに国防相として600人の兵士たちと共にルルドに巡礼した。
- 2007年6月のハイリゲンダム・サミットの際、警備のため空軍のトーネード戦闘機を会場周辺で警戒飛行させた。この命令は、事故災害時にしか連邦軍を国内に出動させてはならないとする連邦基本法第35条に抵触するとして批判された。この批判に対しユングは「官庁間の技術的支援である」と説明。連立与党SPDもこれを批判して連立解消をちらつかせた。また戦闘機は実際は騒音防止の法令で定められた500フィートよりも低空を飛行していたが、国防省が虚偽の答弁を行ったことも問題となった。このサミットで連邦軍はそのほかヘリコプター、装甲偵察車、掃海艇、フリゲート艦、兵員1100名、6500人分の宿泊装備を動員し、警察を支援している。

### 労働相
2009年ドイツ連邦議会選挙後に成立した第二次メルケル内閣では、労働・社会相に転じた。しかし就任からわずか一ヶ月後、国防相当時の2009年9月にドイツ連邦軍がアフガニスタンで引き起こした誤爆事件で連邦議会に虚偽の報告をしていたことが明るみとなり、引責辞任した。
2017年ドイツ連邦議会選挙には出馬せず、政界を引退した。